# 10月10日
10月10日是阳历一年中的第283天（闰年第284天），离全年的结束还有82天。

## 大事记

### 19世紀以前
- 前638年：泓水之战，楚国击败宋国，成为霸主。
- 732年：查理·马特率领的法蘭克军队在图尔战役中击败拉赫曼率领的倭马亚军队。
- 1780年：歷史上最致命的大西洋颶風襲擊加勒比海地區，最終共造成至少22,000人死亡。

### 19世紀
- 1841年：第一次鸦片战争：英国军队攻占镇海。
- 1846年：英國天文學家威廉·拉塞爾發現海王星最大的衛星海衛一，並首次提及海王星環。
- 1868年：古巴独立运动领袖塞斯佩德斯宣布古巴脱离西班牙独立，十年战争爆发。

### 20世紀

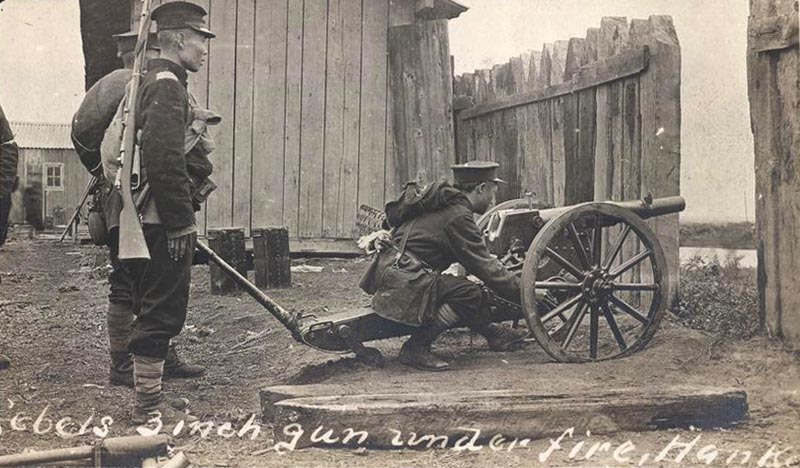
武昌起义炮兵（1911年）

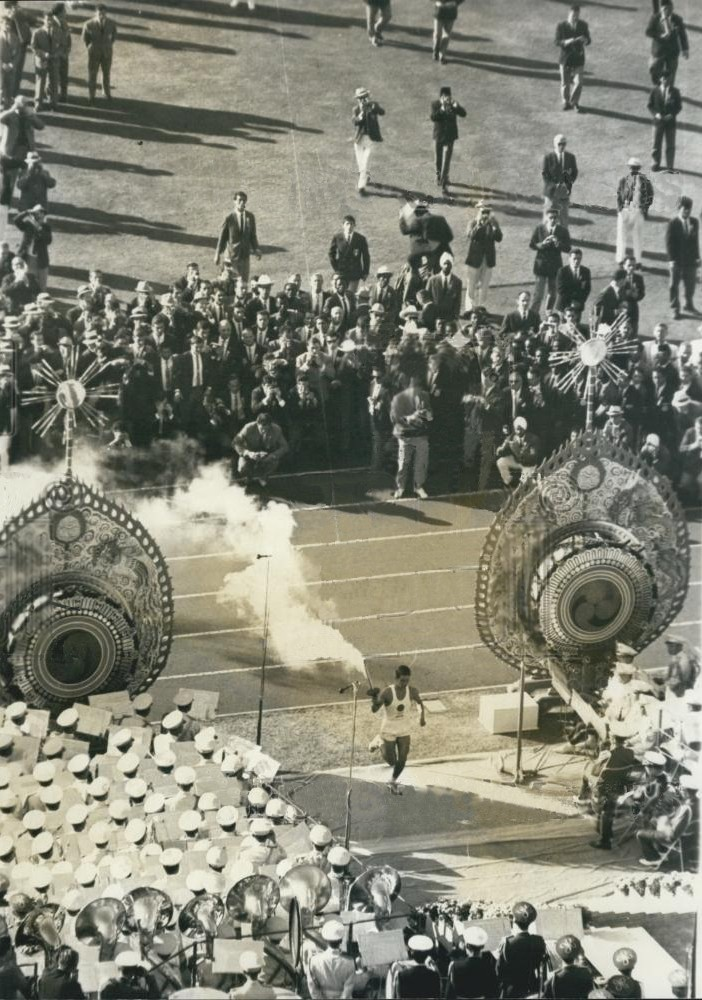
1964年东京奥运会开幕式

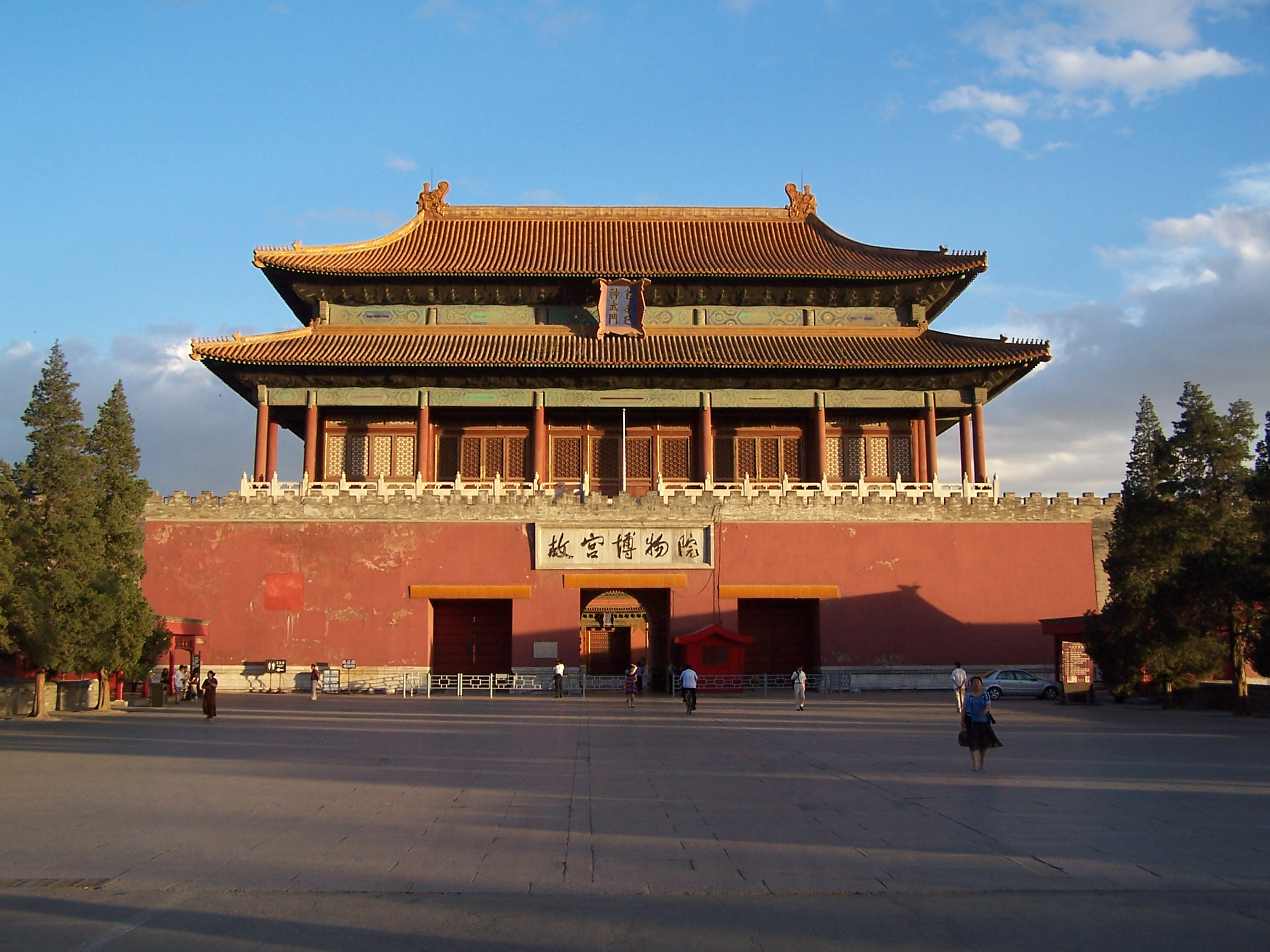
故宮博物院

- 1911年：中国湖北省武昌革命组织文学社和共进会发动武昌起義，隨後演變為推翻清朝政府的辛亥革命；因中國各地革命行動成功，孫中山回中国肇建了中華民國，形成孫中山领导的南京政府及清朝袁世凯的北京政府南北對峙，直到袁世凯翌年逼清帝退位，中華民國始取代清朝。
- 1913年：巴拿马运河竣工。
- 1919年：中华革命党改组为中国国民党，由孫中山總理絕對領導。
- 1924年：孫中山所領導的廣州軍政府出兵鎮壓廣州商團事變。
- 1925年：故宮博物院於雙十國慶日，在中華民國北平市（今中國北京市）正式開館。
- 1926年：國民革命軍北伐：國民革命軍占领武昌。
- 1928年：蒋中正被任命成为国民政府主席及军事委员会委员长，并在之后掌握中國國民黨、中华民国政府和中華民國國軍等三位一體之黨政軍權力，至1975年逝世為止。
- 1933年：拉丁美洲国家签署《薩維德拉·拉馬斯互不侵犯条约》
- 1934年：蒋中正開始第五次剿共，中国工农红军开始長征。
- 1935年：大日本帝國在臺灣舉辦始政四十周年紀念臺灣博覽會。
- 1937年：中国抗日战争：中国工农红军南方八省游击队改编为新四军。
- 1938年：中国抗日战争：日军在广东大亚湾登陆，开始进攻广州。
- 1938年：中国抗日战争：万家岭战役结束，中華民國军队歼灭日军第106师团主力大部。
- 1943年：侵占新加坡的大日本帝国陆军宪兵队肆意逮捕、拷问57名平民，导致15人死于樟宜监狱，史称“双十节事件”。
- 1943年：在日本佔領北婆羅洲時期的憲兵隊在當地抓壯丁要求加入憲兵隊行列，以郭橫南為首的“神山游擊隊”成立，並且發動了“哲斯頓起義”，但是最終在太平洋戰爭末期的1944年1月末以失敗告終。史稱為“雙十起義”。
- 1945年：中華民國國民政府暨中國國民黨代表王世等人和中国共产党代表周恩來等人在重慶签署《双十协定》。
- 1945年：朝鮮共產黨中央組織委員會成立。
- 1956年：香港發生雙十暴動，警民衝突主要地點在九龍西部及荃灣一帶，局勢要兩天後才逐漸平息，共造成59人死亡，乃香港開埠以來死傷最嚴重之社會騷動事件。
- 1962年：台灣第一家電視台臺灣電視公司開播。
- 1963年：《部分禁止核試驗條約》生效，該條約禁止所有核武試爆，但在地下進行的試爆除外。
- 1964年：第18屆奧運會在日本東京開幕。
- 1967年：《外层空间条约》生效。
- 1970年：斐濟殖民地从英国独立，國號「斐濟自治領」。
- 1973年：美國副總統斯皮羅·阿格紐因涉嫌逃稅而宣布辭職，為美國歷史上唯一因醜聞辭職的副總統。
- 1975年：巴布亚新几內亚从澳大利亞聯邦独立，並加入联合国及英聯邦王國。
- 1976年：時任台灣省政府主席謝東閔被台灣獨立運動參與者王幸男的炸彈炸傷，成為中華民國迄今唯一在任內遭遇暗殺的省主席。
- 1992年：經過20年的建造，印度最長的斜拉橋維迭薩伽爾大橋啟用，連接加爾各答與豪拉。

### 21世紀
- 2010年：荷屬安地列斯正式解體，其中庫拉索與荷屬聖馬丁成為荷蘭王國的構成國。

## 出生
- 1567年：卡特琳娜·米蓋拉，西班牙公主（1597年逝世）
- 1813年：朱塞佩·威爾第，意大利歌劇作曲家（1901年逝世）
- 1825年：保羅·克魯格，南非政治人物，第3任川斯瓦共和國總統（1904年逝世）
- 1828年：塞繆爾·J·蘭德爾，美國政治家（1890年逝世）
- 1830年：伊莎貝拉二世，西班牙女王（1904年逝世）
- 1835年：慈禧太后，清文宗咸豐皇帝的妃子（1908年逝世）
- 1884年：北欖寺祖師，泰國佛教住持（1959年逝世）
- 1889年：漢·范米格倫，荷蘭畫家（1947年逝世）
- 1892年：伊沃·安德里奇，塞爾维亞作家（1975年逝世）
- 1895年：林語堂，中國文學家（1976年逝世）
- 1896年：羅曼·雅各布森，俄羅斯語言學家、文學理論家（1982年逝世）
- 1900年：海倫·海絲，美國女演員（1993年逝世）
- 1907年：馮鏗，中國作家，左聯五烈士之一（1931年逝世）
- 1908年：俞大酉，中國記者、教育家（1966年逝世）
- 1909年：八馬真治，日本企業家（1976年逝世）
- 1909年：張文環，臺灣小說家（1978年逝世）
- 1912年：托馬斯·哈維，美國病理學家（2007年逝世）
- 1914年：龚澎，中國女性外交家（1970年逝世）
- 1927年：陳橋，香港攝影記者（2024年逝世）
- 1930年：野坂昭如，日本作家、歌手、作詞家、政治人物（2015年逝世）
- 1930年：李慶忠，中國石油工程專家（2022年逝世）
- 1932年：李來柱，中國人民解放軍上將（2023年逝世）
- 1933年：陳炳楠，藝名脫線，台灣男藝人（2022年逝世）
- 1935年：洪流，臺灣男演員（2021年逝世）
- 1936年：格哈德·埃特爾，德國化學家
- 1938年：歐列格·戈傑夫斯基，蘇聯-英國間諜（2025年逝世）
- 1942年：朱國瑞，台灣物理學家
- 1943年：許淇安，香港警務處處長（2009年逝世）
- 1946年：菅直人，日本政治人物，第94任內閣總理大臣
- 1949年：上官靈鳳，香港女演員
- 1949年：黃淑儀，香港女演員、主持人
- 1950年：蔡素玉，香港政界人物
- 1951年：蘇杏璇，香港甘草演員（2013年逝世）
- 1951年：林保全，香港男性配音員（2015年逝世）
- 1952年：耶西·津巴，不丹政治人物，第4任不丹首相
- 1954年：瑞卡，印度女演員
- 1955年：謝志峰，香港傳媒人
- 1957年：高橋留美子，日本漫畫家
- 1958年：約翰·格倫斯菲爾德，美國物理學家、太空人
- 1959年：艾瑞克·費納，美國電影監製
- 1962年：庹宗華，台灣男演員
- 1962年：阿推，台灣漫畫家
- 1963年：梅艷芳，香港女歌手、演員（2003年逝世）
- 1964年：提姆·米勒，美國動畫師、導演、視覺特效總監
- 1965年：Toshi，日本男歌手
- 1966年：羅慧娟，香港女演員（2012年逝世）
- 1966年：翟志剛，中國太空人
- 1966年：白靈 ，華裔美國女演員
- 1966年：卡羅琳·貝爾托西 ，美國化學家，2022年諾貝爾化學獎得主
- 1967年：麥可·吉亞奇諾，美國作曲家、導演
- 1967年：葛文·紐森，美國政治人物，現任加州州長
- 1971年：荻野晴朗，日本男性聲優
- 1971年：艾夫根尼·紀新，俄羅斯鋼琴家
- 1972年：高村和宏，日本動畫導演
- 1973年：黃婕菲，台灣女演員
- 1973年：林楚茵，臺灣政治人物
- 1974年：顏正國，台灣男演員
- 1974年：蔣子軒，香港畫家、填詞人、編劇
- 1975年：李佳明，中國中央電視台主持人
- 1975年：江國慶，台灣義務役軍人（1997年逝世）
- 1976年：陳宏瑋，台灣男性配音員（2010年逝世）
- 1977年：劉芳菲，中國中央電視台主持人
- 1977年：诺瓦·维迪安托，印尼男子羽毛球運動員
- 1978年：劉致妤，台灣女演員
- 1978年：真理翰，韓國男演員
- 1979年：吳尊，汶萊男演員
- 1979年：安七炫，韓國男歌手
- 1980年：熊黛林，中國女模特兒
- 1981年：譚凱琪，香港女藝員
- 1982年：魏如萱，台灣女歌手
- 1982年：丹·史蒂文斯，英國男演員、製片人
- 1982年：亚希尔·卡塔尼，沙特阿拉伯足球運動員
- 1983年：曲婉婷，中國女歌手
- 1984年：鄭融，香港女歌手
- 1984年：栗山千明，日本女演員
- 1984年：帕維爾·杜洛夫，俄羅斯程式員、億萬富翁，Telegram創始人
- 1985年：張佑方，台灣女歌手、演員
- 1985年：許鈞鈞，台灣女演員
- 1985年：崔有華，韓國女演員
- 1986年：謝其均，台灣男演員
- 1987年：廖文揚，台灣棒球選手
- 1988年：郭源元，台灣女演員
- 1988年：田村奈央，日本女性聲優
- 1990年：邱宇辰，台灣男歌手
- 1991年：張寶兒，香港女藝人
- 1991年：金瑟琪，韓國女演員
- 1992年：藤本樹，日本漫畫家，代表作《炎拳》、《鏈鋸人》
- 1992年：蓋艾琳，英國女歌手
- 1993年：謝震廷，台灣男歌手
- 1993年：马特·伯杰，加拿大男子滑板運動員
- 1994年：裴秀智，韓國女子偶像團體miss A成員
- 1994年：丹羽孝希，日本男子乒乓球運動員
- 1994年：許清雅，中國女演員
- 1995年：大塚紗英，日本女性聲優
- 1995年：吳承姬，韓國女子偶像團體CLC成員
- 1995年：艾倫·佩雷斯，澳大利亞職業網球運動員
- 1996年：容啟航，新加坡男演員
- 1997年：劉昊然，中國男演員
- 1999年：李恩泉，韓國女演員
- 2000年：劉揚揚，韓國男子偶像團體NCT成員
- 2000年：費利克斯·恩梅查，德國職業足球運動員
- 2001年：劉康，香港政治人物
- 2002年：喬許·吉迪，澳大利亞職業籃球運動員

## 逝世
- 19年：日耳曼尼庫斯，儒略-克勞狄王朝成員（前15年出生）
- 1581年：勃印曩，緬甸東吁王朝國王（1516年出生）
- 1659年：阿貝爾·塔斯曼，荷蘭探險家、商人（1603年出生）
- 1817年：邱良功，清朝武官官員，官至浙江水陸提督（1769年出生）
- 1837年：夏爾·傅立葉，法国思想家（1772年出生）
- 1841年：谢朝恩，清镇海总兵（出生年不詳）
- 1841年：裕谦，清朝两江总督（1793年出生）
- 1872年：威廉·亨利·西華德，美國律師、地產經紀人、政治家，曾任美國國務卿、美國參議員和紐約州州長（1801年出生）
- 1877年：手塚良仙（日语：手塚良仙），幕府末年的醫師，漫畫家手塚治虫的曾祖父。手塚治虫漫畫《向陽之樹》即以其為主角（1826年出生）
- 1907年：夏爾·當克拉，法國小提琴家、作曲家、教師（1817年出生）
- 1913年：桂太郎，日本軍人、政治人物，第11、13、15任內閣總理大臣（1848年出生）
- 1941年：姉齒松平，日本法官、法學家、律師（1885年出生）
- 1965年：岡崎勝男，日本政治人物，前內閣官房長官、外務大臣（1897年出生）
- 1971年：權泰夏，韓國男子田徑運動員（1906年出生）
- 1973年：路德維希·馮·米塞斯，奧地利裔美國經濟學家（1881年出生）
- 1974年：柳德米拉·帕夫利琴科，蘇聯女狙擊手，有「狙擊女王」與「死亡之女」的外號（1916年出生）
- 1983年：庫爾特·海因里希·德布斯，德國裔美國航空太空工程師（1908年出生）
- 1985年：奧森·威爾斯，美國電影導演、編剧、演員（1915年出生）
- 1988年：胡安·普約爾·加西亞，西班牙間諜（1912年出生）
- 1980年：赵丹，中国电影演员（1915年出生）
- 2000年：西麗瑪沃·班達拉奈克，斯里蘭卡政治人物，前任斯里蘭卡總理（1916年出生）
- 2003年：埃拉·希爾圖寧，芬兰雕塑家[1]。（1922年出生）
- 2004年：，美國男演員（1952年出生）
- 2005年：米爾頓·奥博特，烏干達政治人物，第2任烏干達總統（1924年出生）
- 2013年：史考特·卡本特，美國太空人，水星計畫七人之一[2]（1925年出生）
- 2016年：田中一成，日本男性聲優（1967年出生）
- 2021年：雅各布·E·古德曼，美國幾何學家（1933年出生）
- 2021年：阿卜杜勒·卡迪爾·汗，巴基斯坦核技術及冶金工程領域專家，被稱為巴基斯坦「核彈之父」（1936年出生）
- 2022年：塞爾吉奧·布里根蒂，義大利職業足球運動員（1932年出生）
- 2022年：穆拉亞姆·辛格·亞達夫，印度政治人物（1939年出生）
- 2022年：曾永義，台灣戲曲、俗文學、詩歌、民俗藝術學者（1941年出生）
- 2024年：艾瑟·甘迺迪，美國人權倡導者（1928年出生）

## 节假日和习俗
- 世界反死刑日（英语：World Day Against the Death Penalty）
- 世界精神卫生日
- 中国：辛亥革命纪念日
- 中華民國：国庆日，又稱雙十節
- 日本：
  - 體育之日（2000年起改為10月的第2個禮拜一）
  - 萌之日（直寫「十月」、「十日」為「萌」）[3][4][5][6][7]
- ：朝鲜劳动党建党纪念日
- 斐济：獨立日
- 古巴：獨立日
- 波蘭：植樹節